# Quappenwelse
Die Quappenwelse (Amphiliidae) sind eine Fischfamilie aus der Ordnung der Welsartigen (Siluriformes).  Sie sind im tropischen Afrika weit verbreitet und kommen am häufigsten in schnellfließenden Gewässern höherer Lagen vor. 

## Merkmale
Quappenwelse sind kleine Fische von meist unter 12 und maximal 19 Zentimetern Länge. Ihr Körper ist langgestreckt mit spitz zulaufendem Kopf und schlankem, langen Schwanzstiel. Die Tiere weisen drei Paar Barteln auf, das nasale Paar fehlt. Die Brust- und Bauchflossen sind bei vielen Arten breit und bilden einen schwachen Saugnapf, mit dem sich die Tiere an Steinen festhalten können. Die Rücken- und Afterflosse haben eine kurze Basis. Hartstrahlen fehlen in allen Flossen, außer bei Trachyglanis und den Leptoglaninae, wo Brust- und Rückenflosse einen schwach entwickelten Hartstrahl aufweisen. Eine lange, flache Fettflosse ist vorhanden und weist bei manchen Arten eine modifizierte Schuppe auf, die als Hartstrahl dient. Die Schwimmblase ist zurückgebildet.
Es werden drei Unterfamilien unterschieden:
- Die Amphiliinae haben einen relativ kurzen Körper mit unterständigem Maul. Sie weisen nie Knochenplatten oder ein Nackenschild auf.
- Die Doumeinae weisen einen länglichen Körper mit unterständigem Maul auf, der einen Nackenschild und häufig Knochenplatten besitzt.
- Bei den Leptoglaninae ist die Maxilla stark verlängert und im Gegensatz zu den meisten Welsen sind die körpernahen Radialia verbunden.

## Systematik
Die Monophylie der Quappenwelse wird von manchen Autoren bezweifelt. Diese ordnen dann die Doumeinae und Leptoglaninae in eine eigene Familie Doumenidae ein. In der klassischen Systematik werden die Quappenwelse in die Überfamilie Loricarioidea gestellt. Nach Molekularbiologischen Untersuchungen zählen sie innerhalb der Unterordnung der Siluroidei zur „Big Africa“-Gruppe.
Ohne Ausgliederung der Doumeinae und Leptoglaninae werden der Familie 12 Gattungen mit insgesamt 66 Arten zugerechnet.

### Unterfamilie Amphiliinae
Die Quappenwelse der Unterfamilie Amphiliinae besitzen relativ kurze Körper, die denen der Plattschmerlen (Balitoridae) ähneln. Das Maul ist unterständig, Knochenplatten und ein Nackenschild fehlen.

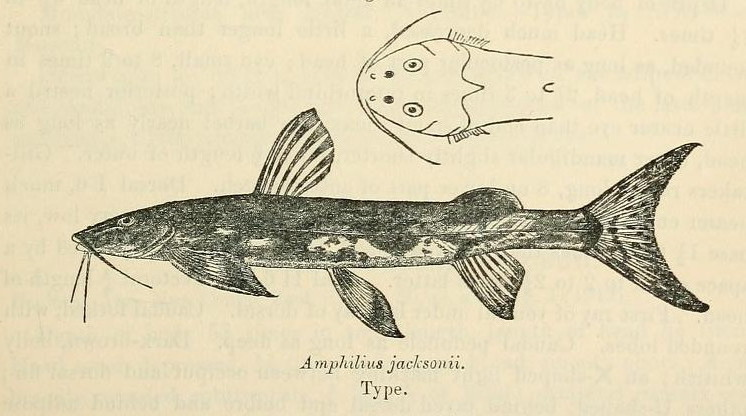
Amphilius jacksonii

- Gattung Amphilius (Typusgattung)Amphilius jacksonii
  - Amphilius atesuensis
  - Amphilius baudoni
  - Amphilius brevis
  - Amphilius cryptobullatus
  - Amphilius jacksonii
  - Amphilius kakrimensis
  - Amphilius kivuensis
  - Amphilius lamani
  - Amphilius lampei
  - Amphilius laticaudatus
  - Amphilius lentiginosus
  - Amphilius longirostris
  - Amphilius maesii
  - Amphilius natalensis
  - Amphilius opisthophthalmus
  - Amphilius platychir
  - Amphilius pulcher
  - Amphilius rheophilus
  - Amphilius uranoscopus
  - Amphilius zairensis
- Gattung Paramphilius
  - Paramphilius firestonei
  - Paramphilius goodi
  - Paramphilius teugelsi
  - Paramphilius trichomycteroides

### Unterfamilie Doumeinae

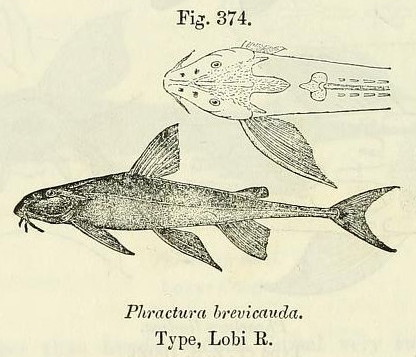
Phractura brevicauda

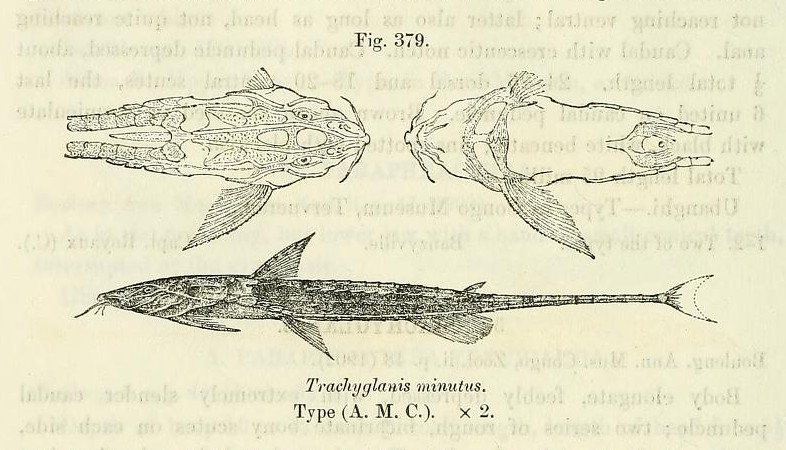
Trachyglanis minutus

Die Quappenwelse der Unterfamilie Doumeinae besitzen eine außergewöhnlich lange Maxillare. Die zum Körper hin gelegenen Flossenträger sind miteinander verschmolzen.

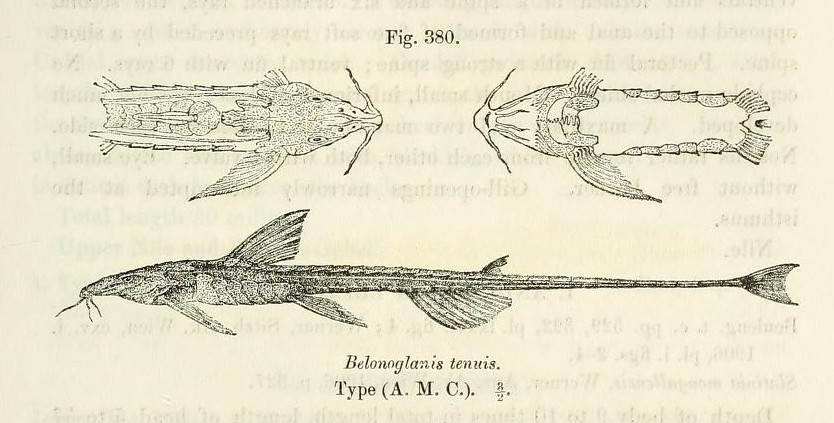
Belonoglanis tenuis

- Gattung Andersonia
  - Andersonia leptura
- Gattung BelonoglanisBelonoglanis tenuis
  - Belonoglanis brieni
  - Belonoglanis tenuis
- Gattung Doumea
  - Doumea alula
  - Doumea angolensis
  - Doumea chappuisi
  - Doumea skeltoni
  - Doumea thysi
  - Doumea typica
- Gattung PhracturaPhractura brevicauda
  - Phractura ansorgii
  - Phractura bovei
  - Phractura brevicauda
  - Phractura clauseni
  - Phractura fasciata
  - Phractura gladysae
  - Phractura intermedia
  - Phractura lindica
  - Phractura longicauda
  - Phractura macrura
  - Phractura scaphyrhynchura
  - Phractura tenuicauda
- Gattung TrachyglanisTrachyglanis minutus
  - Trachyglanis ineac
  - Trachyglanis intermedius
  - Trachyglanis minutus
  - Trachyglanis sanghensis

### Unterfamilie Leptoglaninae
Die Quappenwelse der Unterfamilie Leptoglaninae besitzen langgestreckte Körper. Das Maul ist unterständig. Der Nacken wird durch einen knöchernen Schild geschützt. Auch entlang des Rumpfes finden sich oft Knochenplatten.
- Gattung Dolichamphilius
  - Dolichamphilius brieni
  - Dolichamphilius longiceps
- Gattung Leptoglanis
  - Leptoglanis bouilloni
  - Leptoglanis camerunensis
  - Leptoglanis dorae
  - Leptoglanis flavomaculatus
  - Leptoglanis mandevillei
  - Leptoglanis rotundiceps
  - Leptoglanis xenognathus
- Gattung Psammphiletria
  - Psammphiletria delicata
  - Psammphiletria nasuta
- Gattung Tetracamphilius
  - Tetracamphilius angustifrons
  - Tetracamphilius clandestinus
  - Tetracamphilius notatus
  - Tetracamphilius pectinatus
- Gattung Zaireichthys
  - Zaireichthys heterurus
  - Zaireichthys zonatus